# Максін Макс Карлович
Макс Карлович Максін (справжнє прізвище Пфайфер; нім. Max Pfeiffer; нар. 25 квітня (7 травня) 1881, Санкт-Петербург — пом. 5 вересня 1947, Берлін) — актор і театральний адміністратор, директор київських і одеських театрів, німецький кінопродюсер.

## Життєпис
Народився 1881 року. Освіту здобув у Петербурзі на гімназичному відділенні головного німецького училища святого Петра, Петрішуле (1895—1899).
Поступив на сцену у грудні 1901 року в м. Єлисаветграді (трупа Павла Павловича Гайдебурова).
Гастролював з братами Адельгеймами по Кавказу.
Грав у Бахмуті і в Гродно в акторки Імператорських театрів Софії Петрівни Волгіної.
Улітку 1903 року працював у дирекції Єкатеринодарського міського театру.
Зимового сезону 1903/1904 років працював у Новочеркаську.
Зимового сезону 1904/1905 років служив у м. Єлець у антрепренера Івана Андрійовича Панормова-Сокольського.
Виступав у гастролюючих трупах Петербурга, Одеси, Києва. За амплуа — коханець-фат.
Згодом сам став театральним адміністратором. Був членом київського Літературно-артистичного клубу.
З 1913 року був уповноваженим дирекції Київської міської опери.
1915 тримав антрепризу в міському театрі Києва, де з успіхом ставились спектаклі легкої комедії. 31 липня відбувся бенефіс директора трупи М. К. Максіна, спектакль (водевіль «Левъ Гурычъ Синичкинъ») носив урочистий характер — вся трупа, службовці і адміністрація театру вітали Макса Карловича з дебютом в антрепренерській діяльності. Актор С. Л. Кузнецов у своєму виступі відзначив його вміле регулювання театральним механізмом у важкі воєнні часи. Сезон тривав з 20 травня до 21 липня. Валовий збір склав 68 886 руб. 46 коп., витрати — 52 220 руб. Таким чином, М. К. Максін отримав чистий прибуток 16 666 руб 24 коп.
1916 року тримав антрепризу в Київському театрі «Пел-Мел». Часопис «Театр и Искусство» 1917 року (№ 1) відзначав фінансові успіхи театру — антрепренери Максін і Бунін отримали чистого прибутку понад 45 000 руб.
Згадується як адміністратор київського театру Бергоньє, в якому разом з українофілом Петром Милорадовичем очолював Великий театр мініатюр Максіна-Милорадовича. 1917 року за підтримки П. Милорадовича в театрі Бергоньє ставив свої спектаклі Молодий театр легендарного Леся Курбаса.
1918 року в Одесі разом з П. Милорадовичем очолював театр «Мініатюр» в колишньому театрі «Колізей» — театрі Василя Вронського.
Також згадується як орендатор київського театру «Бергоньє», який відмовлявся передавати приміщення цього театру створеному 1918 року Державному драматичному театру. У доповіді Раді Міністрів Української Держави Петро Дорошенко цей крок оцінював таким чином: «Зважаючи на те, що Максін є типичним для сього часу театральним спекулянтом: в Києві їм орендується в даний мент три театральні будинки; в двох він дає невисокого сорту фарс, а в третьому — власне в будинку театру „Бергоньє“, ним утримується дуже низькопробний театр мініатюр, який прислужується до грубого смаку юрби, находжу можливим ввійти з представленням, аби помешкання театру „Бергоньє“ було зреквізовано для потреби Державного драматичного театру». Але через заперечення німецького командування, яке планувало використання театру для культурних потреб німецьких вояків, приміщення театру «Бергоньє» так і не було реквізоване.
1919 року М. Максін емігрував до Німеччини, де зробив успішну кар'єру кінематографіста.
1920 року створив у Берліні російський театр-кабаре «Голубий сарафан».
1921 року Макс Пфейфер починає перші кроки в царині кінематографу під керівництвом Карла Фройліха.
Згодом очолив знімальну групу Фріца Ланга. 1922 року зіграв роль у фільмі Ф. Ланга «Втомлена Смерть».
Також 1922 року Макс Пфейфер займається екранізацією літературної класики в кіногрупі знаного кінопродюсера Еріха Поммера. Серед найбільш відомих фільмів того періоду його творчості:
- Доктор Мабузе, гравець (1922);
- Нібелунги (1924);
- Остання людина (1924);
- Тартюф (1925), фільм Мурнау;
- Фауст (1926) — фільм Мурнау.

1928—1947 років працює в Берліні на кіностудії Universum Film AG (UFA) продюсером. Ця кіностудія від середини 1930-х років перетворилась на центр кіноіндустрії нацистського уряду Німеччини. При цьому Макс Пфейфер зміг залишатися незалежним продюсером — він продовжував ставити переважно аполітичні музичні комедії і розважальні фільми.
Макс Максін-Пфейфер помер 5 вересня 1947 року. Похований на берлінському православному кладовищі «Тегель» поруч з дружиною Лідією Потєхіною — могили розташовані в першому ряду 3-го кварталу.

## Фільмографія
| - 1928: Угорська рапсодія - 1929: Асфальт - 1929: Мелодія серця (Melodie des Herzens) - 1931: Бурі пристрасті (Stürme der Leidenschaft) - 1932: Я вдень, а ти вночі (Ich bei Tag und Du bei Nacht) - 1932: Quick - 1933: Авель з губною гармонікою (Abel mit der Mundharmonika) - 1933: Прекрасні дні в Аранхуесі (Die schönen Tage von Aranjuez) - 1933: Велике кохання молодого Дессауера (Des jungen Dessauers große Liebe) - 1934: Королева чардаша (Die Csardasfürstin) - 1934: Граючи з вогнем (Spiel mit dem Feuer) - 1935: Зроби мене щасливим (Mach' mich glücklich) - 1935: Пісня про кохання (Liebeslied) - 1935: Чорні троянди (Schwarze Rosen) - 1936: Боккаччо (Boccaccio) - 1936: Студент-жебрак (Der Bettelstudent) | - 1936: Щасливі діти (Glückskinder) - 1937: Гаспарон (Gasparone) - 1937: Доля балерини (Sieben Ohrfeigen) - 1937: Мила, ти їдеш зі мною! (Und du mein Schatz fährst mit) - 1937: Фанні Елслер (Fanny Elßler) - 1938: Далі буде (Fortsetzung folgt) - 1938: Нанон (Nanon) - 1939: Жінка за кермом (Frau am Steuer) - 1940: Кора Террі (Kora Terry) - 1940: Цнотливий коханець (Die keusche Geliebte) - 1941: Жінки — все ж найкращі дипломати (Frauen sind doch bessere Diplomaten) - 1941: Танець з імператором (Tanz mit dem Kaiser) - 1943: Історії кохання (Liebesgeschichten) - 1943: Жінка на три дні (Eine Frau für drei Tage) - 1943: Ян і шахрай (Jan und die Schwindlerin) - 1944: Тромбоніст (Der Posaunist) |

## Родина
Був одружений з російською актрисою Лідією Потєхіною, яка свого часу працювала у київському Театрі «Соловцов».